# Гезити
Гези́ти (давн-англ. gesithes; лат. comites) — прошарок військової служилої знаті у ранній період існування англосаксонських королівств. У соціальному відношенні гезити протистояли вільним селянам — керлам та дали початок прошаркам тенів та ерлів, які пізніше склали феодальний клас англосаксонського суспільства.

## Виникнення назви
Давньоанглійське слово «гезит» спочатку означало товариша, соратника і свдчило про те, що гезити являли собою на ранніх етапах історії Англії членів королівської дружини.

## Історія
Інститут військових соратників короля благородного походження існував ще у давніх германців і був перенесений англами, саксами та ютами у Британію в V столітті. Переселення знищило аристократичний принцип формування цього соціального шару, однак військовий характер ранньої англосаксонської знаті продовжував існувати. Обов'язок супроводжувати короля у походах і особисто брати участь у його військовій дружині залишався найважливішим соціально зобов'язуючим фактором для прошарку гезитів.
Гезити являли собою другий з двох основних станів, що утворювали раннє англосаксонське суспільство. Їх більш високий соціальний статус у порівнянні із керлами-селянами підкреслювався розмірами вергельда, встановленого за вбивство гезита: 1200 срібних шиллінгів в Уессексі проти 200 шиллінгів вергельда керла.
Особливістю соціальної структури перших англосаксонських королівств був той факт, що вищий соціальний шар — гезити — був служилим, а не аристократичним за походженням. Статус гезита забезпечувався не фактом його народження від знатних батьків, а місцем, що він займав у королівській адміністрації. Стара германська знать повністю розчинилась після переселення у Британію в однорідному прошарку служилих людей і навіть нащадки королівських династій невеличких англських та саксонських королівств Середньої Англії після їх входження до складу Мерсійської держави у VIII столітті швидко втратили свій особливий статус. Звання гезита і його привілеї не мали спадкового характеру.
Крім військової функції гезити виконували роль представників короля (англ. reeve) в провінціях та областях англосаксонських держав. До їхньої компетенції входило керування місцевим ополченням (фірдом), забезпечення відповідності місцевого судочинства королівським указам та підтримка порядку у регіоні. Деякі з гезитів отримали від короля право на присвоєння належної королю продуктової ренти та інших повинностей з території. У VIII столітті ця практика стала супроводжуватись виданням спеціальних королівських хартій, що закріплювали спадкові права гезита на такі землі, що призвело до народження особливого типу зобов'язуючих прав англосаксонської знаті на земельну власність — бокленда.
Розширення практики королівських дарувань земель гезитам на правах бокленда, а також майнова дифференціація та ускладнення адміністративного апарату англосаксонських королівств призвело до розшарування гезитів. З VIII ст. сам термін «гезит» став поступово витіснятись новою назвою служилих людей — «тен», і до Х ст. повністю зник з обігу. Крім того відбулось виділення прошарку вищої знаті — ерлів (графів). Соціальний статус та сукупність майнових прав цих прошарків значно відрізнявся від існуючих характеристик гезита.